# ناتالیا لافورکاده
ناتالیا لافورکاده (اسپانیایی: María Natalia Lafourcade Silva‎؛ زادهٔ ۲۶ فوریهٔ ۱۹۸۴) خواننده و ترانه‌سرای پاپ‌راک اهل مکزیک است. او از سال ۱۹۹۸ میلادی مشغول فعالیت بوده و از محبوب‌ترین خوانندگان آمریکای لاتین به‌شمار می‌رود. صدای لافورکاده سوپرانوی شاعرانه (Lyric soprano) توصیف شده است.